# Bryophryne flammiventris
Bryophryne flammiventris es una especie de anfibio anuro de la familia Craugastoridae.

## Distribución geográfica
Esta especie es endémica de la provincia de La Convención en la región de Cuzco en Perú. Se encuentra entre los 3800 y 3850 m sobre el nivel del mar.

## Descripción
Los machos miden de 19 a 20 mm y las hembras de 23 a 24 mm.

## Publicación original
- Lehr & Catenazzi, 2010: Two new species of Bryophryne (Anura: Strabomantidae) from high elevations in southern Peru (region of Cusco). Herpetologica, vol. 66, n.º 3, p. 308-319[3]